# Lande de Saint-Laurent
Die Lande de Saint-Laurent ist ein Heidegebiet im Süden des französischen Départements Haute-Vienne. Es steht insbesondere wegen seiner geologischen Besonderheiten unter Naturschutz.

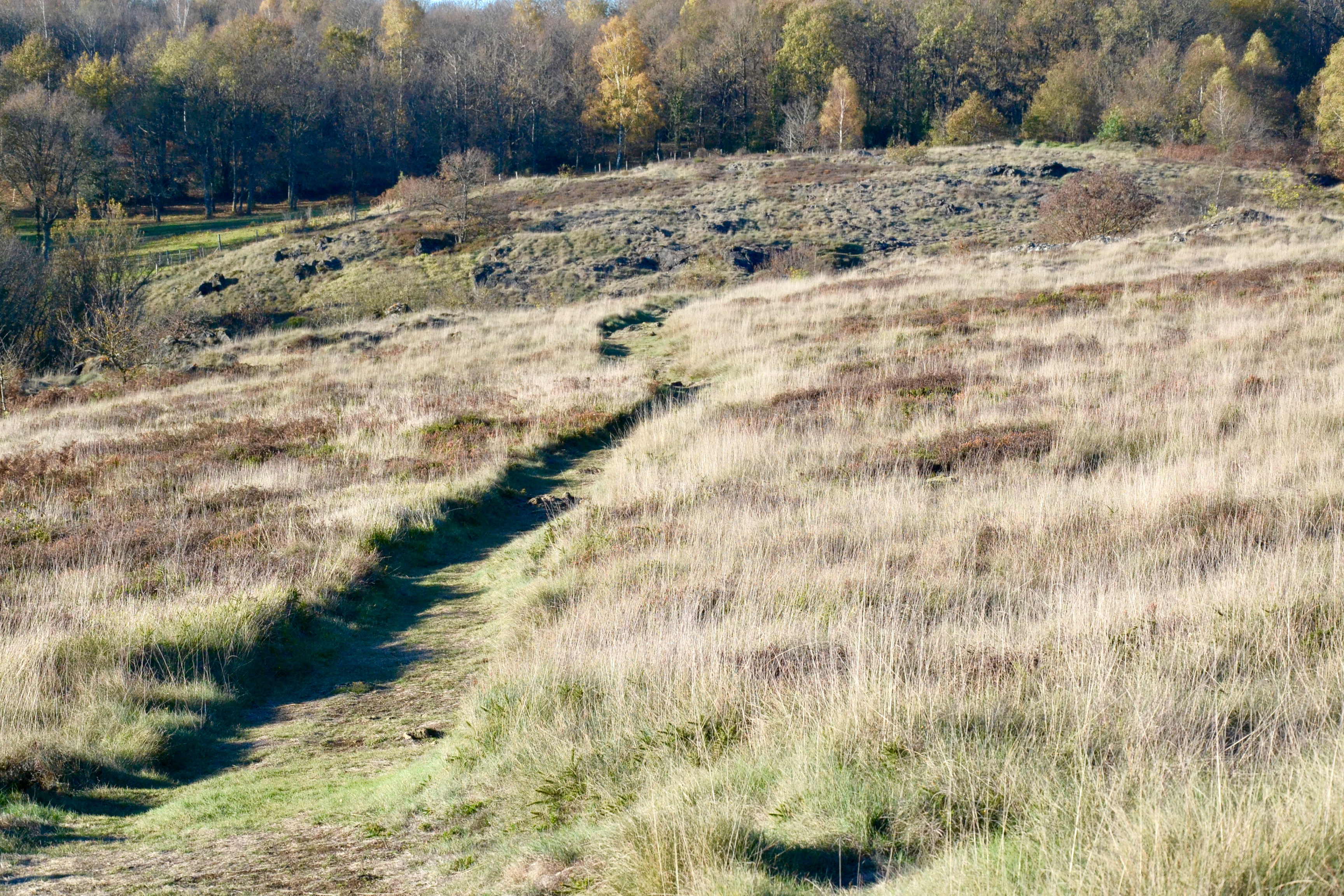
Die Heidelandschaft von Saint-Laurent

## Geographie
Die Lande de Saint-Laurent, Deutsch Heidegebiet von Saint-Laurent, umgibt den gleichnamigen Weiler Lande de Saint-Laurent. Das Gebiet liegt einen Kilometer nördlich vom Ortskern von La Roche-l’Abeille. Vom Ort wird es durch das nach Westen abfließende Tal des Ruisseau de la Ganne – eines kleinen Bachs – abgetrennt. Die Oberfläche des Schutzgebiets beträgt 69,58 Hektar. Gelegen zu Füßen der Monts de Fayat inmitten des Plateau du Limousin nimmt es eine Meerhöhe zwischen 360 und knapp 400 Meter ein. Von der umgebenden Landschaft, bestehend aus Weiden und kleinen Wäldern, setzt es sich deutlich durch seine sehr karge Vegetation ab – verursacht durch den felsigen Untergrund und dessen Überweidung durch Schafe.

## Geologie

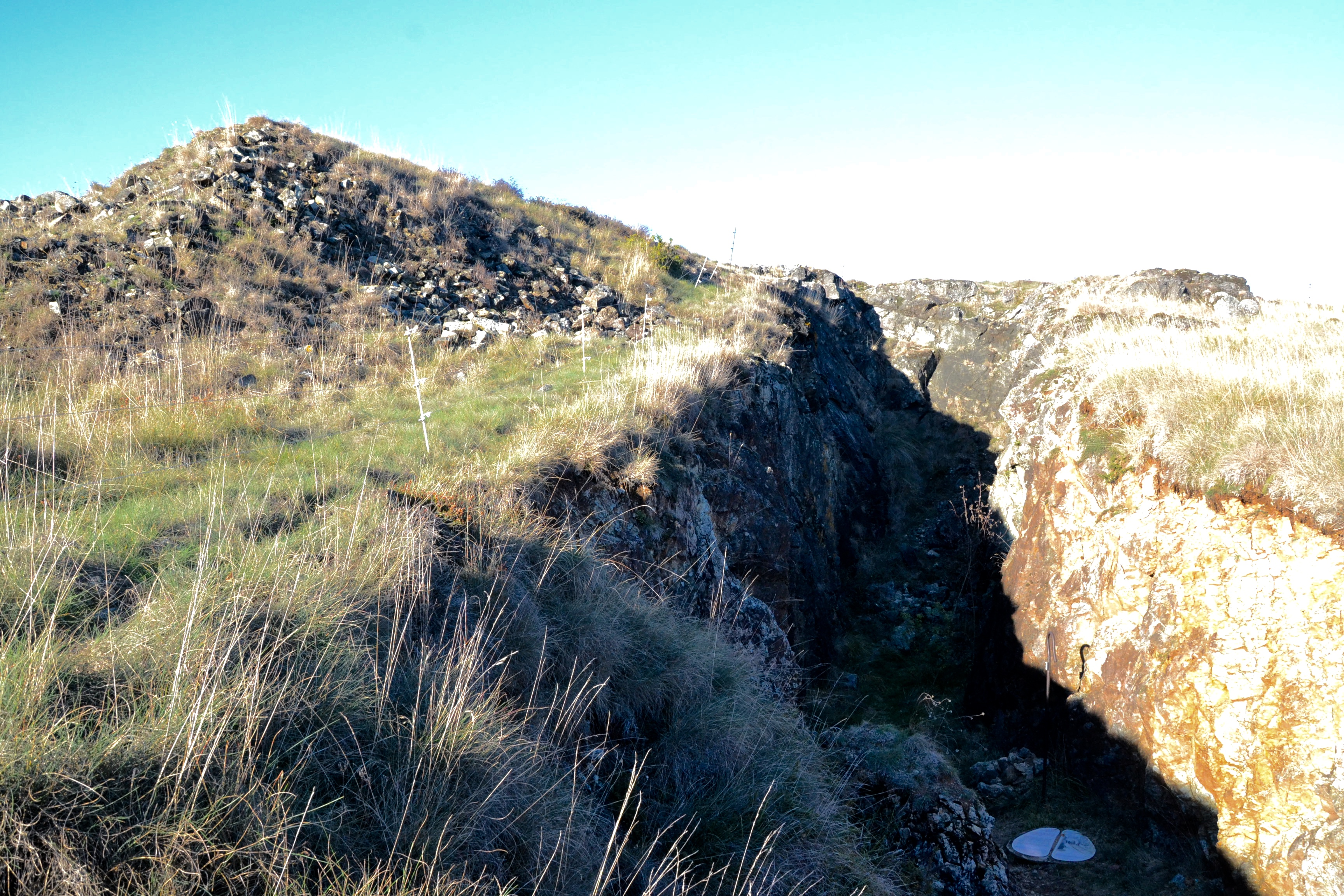
Ehemaliger Asbest-Schurf

Das Heidegebiet wird von recht seltenem Serpentinit unterlagert, welcher dem Limousin-Ophiolith angehört – Überrest des mittlerweile nahezu verschwundenen Ozeans des Massif Central. Die vormals ultramafische Gesteinsfolge ist unterhalb der Basis der Oberen Gneisdecke in Plagioklas-führende Paragneise der Briance-Einheit eingeschuppt, welche hier mit 25° nach Norden einfallen. Die oval austreichende Serpentinitlinse erstreckt sich 1400 Meter in Ostnordost- und 800 Meter in Nordnordwest-Richtung. Sie wird an ihrem Westrand von einer Nordost-streichenden Seitenverschiebung abgeschnitten und kommt deswegen gegen einen Leptynit zu liegen. Am Ostrand quert ebenfalls eine Störung, die aber Nordnordost streicht.
Die Serpentinitaufschlüsse des Limousins ziehen sich in einem diskontinuierlichen Band von La Porcherie bis in die Nähe von Ladignac-le-Long. Die Vorkommen bei Vayres weiter im Westen – behandelt unter Merlis-Serpentinite – nehmen eine unterschiedliche tektonische Stellung ein, da sie an der Basis des Unteren Gneisdecke auftreten.
Die rekonstruierte stratigraphische Abfolge des Ophioliths vom Liegenden zum Hangenden lautet wie folgt:
- lagige und isotrope Gabbros plus Amphibolite
- Wehrlite und wenige Troctolithe
- Dunite mit Taschen von Chromit
- Harzburgit
- Diopsid-führender Harzburgit mit seltenen Lherzolithen

Es handelt sich somit vorwiegend um Peridotite, die erst im Hangenden in Gabbros und Amphibolite übergehen.
Vorherrschende Minerale sind Antigorit, Chrysotil und Überreste von Olivin.
Der Serpentinit verwittert zu Böden, die sehr arm an Calcium und Aluminium sind, jedoch sehr hohe Konzentrationen an schweren Spurenelementen wie Chrom, Kobalt und Nickel aufweisen.
Der Serpentinit wurde früher zur Gewinnung von Asbest abgebaut.

## Flora

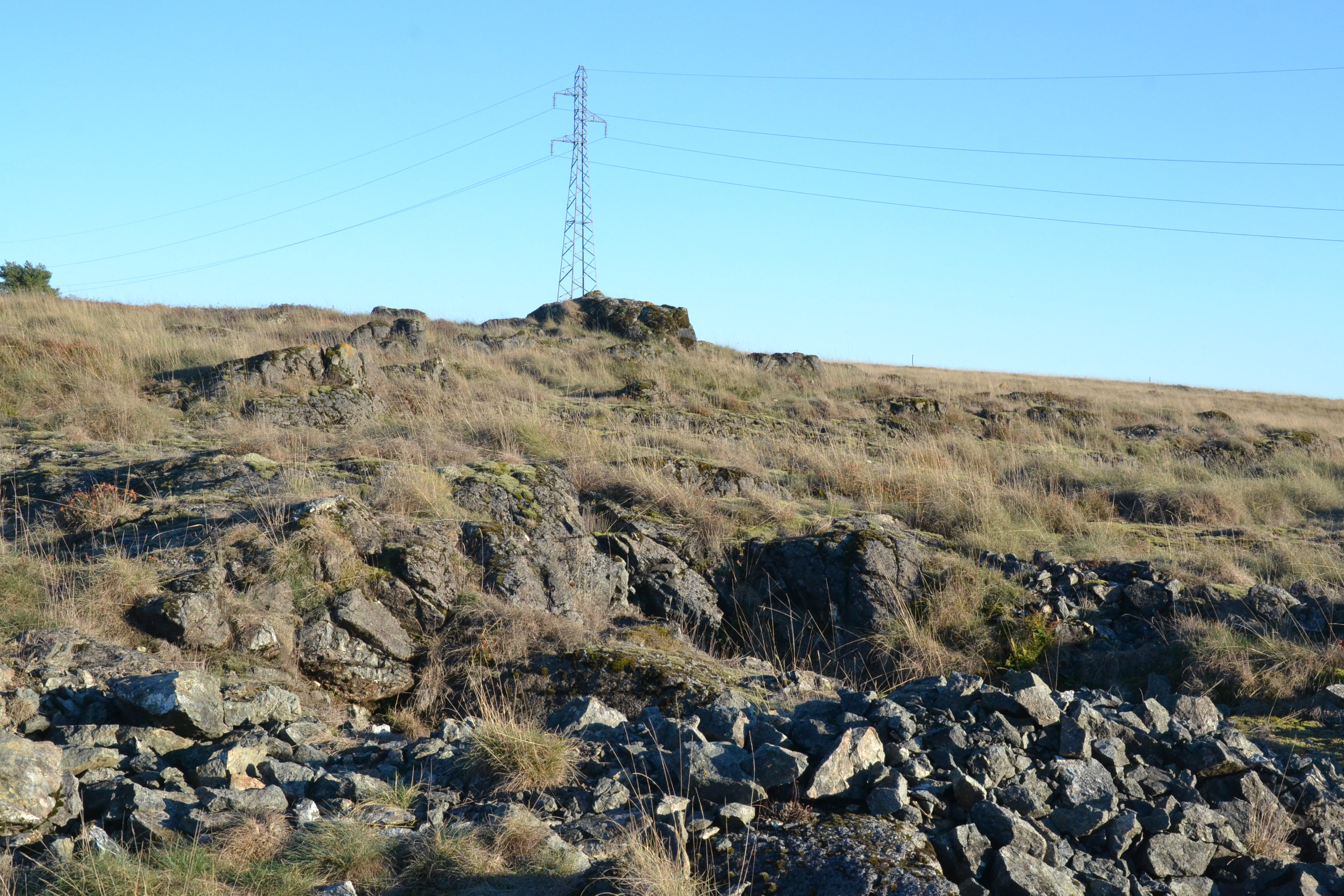
Anstehender Serpentinit

In der Heide gedeihen zahlreiche, an xerophile Standorte angepasste Pflanzenarten, die in der Umgebung recht selten sind. Ein Beispiel ist die zu den Saumfarngewächsen gehörende Art, der Europa-Pelzfarn (Notholaena marantae), der nur auf Serpentinit gedeiht. In der Heide kommen aber auch klassischere Pflanzenarten vor wie zahlreiche Heidekräuter und Schwingel. Außerdem kommt der im Limousin unter Schutz stehende Lungen-Enzian (Gentiana pneumonanthe) vor, der Blaustern Scilla verna und der Schwarzstielige Streifenfarn (Asplenium adiantum-nigrum).

## Fauna
Unter den bemerkenswerten tierischen Bewohnern der Heide finden sich mehrere Vogelarten, die alle in Frankreich geschützt sind. Dazu gehören beispielsweise die hier nistenden Taxa Kornweihe (Circus cyaneus), Provencegrasmücke (Sylvia undata) und Schwarzkehlchen (Saxicola rubicola). Ein Durchzieher ist die Bekassine (Gallinago gallinago). Auch Grauammer und Zippammer sind vertreten. Auffallend unter den Amphibien sind die unter nationalem Schutz stehende Gelbbauchunke (Bombina variegata), die an feuchten Stellen und an kleineren Tümpeln aufzufinden ist, sowie die Kreuzkröte (Epidalea calamita). Unter den Heuschrecken erwähnenswert sind Calliptamus barbarus und die Italienische Schönschrecke (Calliptamus italicus), die strikt an trockene und offene Standorte gebunden sind.

## Schutzmaßnahmen
Die Lande de Saint-Laurent steht unter Naturschutz und bildet eine kontinentale ZNIEFF des Typus 1 (die Abkürzung steht im Französischen für Zone Naturelle d'Intérêt Écologique, Faunistique et Floristique – Naturzone von ökologischem, faunistischem und floristischem Interesse). Auch Natura 2000 betrifft das Heidegebiet.

## Sonstiges
Die Heide bildet Teil des französischen Naturerbes. Durch sie führt mittlerweile ein Lehrpfad mit Beschilderung in Französischer und Okzitanischer Sprache, der gemeinsam vom Institut d’études occitanes (Institut für okzitanische Studien) und von der Communauté de communes du Pays de Saint-Yrieix eingerichtet wurde. Verwiesen wird unter anderem auf die während der Hugenottenkriege im Jahr 1569 ausgefochtene Schlacht Bataille de La Roche-l’Abeille, die hier in unmittelbarer Nähe stattfand, auf die Okzitanische Tradition und das örtliche Brauchtum.